# 110. Kongres Stanów Zjednoczonych
Kongres Stanów Zjednoczonych sto dziesiątej kadencji – federalna władza ustawodawcza, składająca się z Izby Reprezentantów i Senatu, zebrał się po raz pierwszy dnia 4 stycznia 2007 roku, rozpoczynając tym samym kadencję trwającą do 3 stycznia 2009 roku.
Obecny Kongres jest historycznym wydarzeniem z paru powodów:
- Po raz pierwszy na czele Izby Reprezentantów stoi kobieta – Nancy Pelosi, stając się tym samym najwyżej postawioną kobietą w historii USA.
- Partia Demokratyczna po raz pierwszy od 1995 kontroluje obie izby Kongresu.
- Po raz pierwszy w składzie Kongresu (w tym wypadku Izby Reprezentantów) znalazł się muzułmanin (Keith Ellison, D-Minnesota) i buddyści (Mazie Hirono, D-Hawaje oraz Hank Johnson, D-Georgia).
- Po raz pierwszy od wielu lat wybrano niezależnego senatora na pierwszą kadencję (Bernie Sanders, dotychczas kongresmen z Vermontu stowarzyszony teraz z demokratami), który dodatkowo jest pierwszym socjalistą w Senacie.
- Po raz pierwszy whipem jednej z frakcji w Izbie Reprezentantów został Afroamerykanin (Jim Clyburn, D-Karolina Południowa), stając się najwyżej postawionym czarnym Amerykaninem w historii Kongresu.

## Senat
W wyniku wyborów z dnia 7 listopada 2006 roku Partia Demokratyczna zachowała wszystkie mandaty i zdobyła dodatkowo sześć, pokonując urzędujących republikanów i uzyskując tym samym większość 51 do 49 (wliczając w to Joego Liebermana z Connecticut, który kandydował spoza dotychczasowej demokratycznej listy, ale dalej będzie członkiem partii i frakcji, oraz Sandersa).
W 109. Senacie większość republikańska wynosiła 55 do 45 (wliczając stowarzyszonego z demokratami Jima Jeffordsa).

### Kierownictwo
Przewodniczący: Wiceprezydent Dick Cheney (R-Wyoming) – nie jest senatorem, przewodniczący z urzędu

Przewodniczący pro tempore: Robert Byrd (D-Wirginia Zachodnia)

Przewodniczący pro tempore emeritus:  Ted Stevens (R-Alaska)
(D) oznacza demokratów (Partia Demokratyczna), (R) – republikanów (Partia Republikańska)

#### Większość demokratyczna
Lider Większości i przewodniczący konferencji: Harry Reid (Nevada)

Zastępca lidera/prefekt (whip) większości: Richard Durbin (Illinois)

Wiceprzewodniczący konferencji i szef komitetu kampanijnego: Chuck Schumer (Nowy Jork)

Sekretarz konferencji: Patty Murray (Waszyngton)

Szef komitetu politycznego: Byron Dorgan (Dakota Północna)

Pierwszy zastępca whipa: Barbara Boxer (Kalifornia)

Pozostali zastępcy whipów: Russ Feingold (Wisconsin), Bill Nelson (Floryda) i Thomas R. Carper (Delaware)

#### Mniejszość republikańska
Lider mniejszości: Mitch McConnell (Kentucky)

Whip mniejszości: Trent Lott (Missisipi)

Przewodniczący konferencji: Jon Kyl (Arizona)

Szefowa komitetu politycznego: Kay Bailey Hutchison (Teksas)

Wiceprzewodniczący konferencji: John Cornyn (Teksas)

Szef komitetu kampanijnego: John Ensign (Nevada)

Doradca lidera mniejszości: Robert Foster Bennett (Utah)

## Izba Reprezentantów
Demokraci mają w obecnej Izbie Reprezentantów 233 miejsc wobec 202 republikańskich, prócz tego czterech pozbawionych prawa głosu delegatów (republikanie jednego). W wyborach demokraci nie stracili, tak jak w przypadku Senatu, ani jednego miejsca, natomiast republikanie ponieśli ciężkie straty.
Stosunek sił w 109. Izbie Reprezentantów wynosił: 230 republikanów do 202 demokratów (proporcje wśród delegatów pozostały takie same).
Obecnie z całej Nowej Anglii, raczej liberalnej i prodemokratycznej, zasiada w Izbie Reprezentantów tylko jeden republikanin.

### Kierownictwo
Spiker Izby Reprezentantów: Nancy Pelosi (D-Kalifornia)

Lider Większości: Steny Hoyer (D-Maryland)

Whip Większości: James Clyburn (D-Karolina Południowa)

Lider Mniejszości: John Boehner (R-Ohio)

Whip Mniejszości: Roy Blunt (R-Missouri)

## Zmiany w składzie Kongresu

### Senat
| Stan        | Poprzednik          | Poprzednik                                                                   | Następca          | Następca            |
| Stan        | Senator             | Powód                                                                        | Następca          | Data objęcia urzędu |
| ----------- | ------------------- | ---------------------------------------------------------------------------- | ----------------- | ------------------- |
| Wyoming     | Craig L. Thomas (R) | Zmarł 4 czerwca 2007                                                         | John Barrasso (R) | 25 czerwca 2007     |
| Mississippi | Trent Lott (R)      | Zrezygnował 18 grudnia 2007                                                  | Roger Wicker (R)  | 31 grudnia 2007     |
| Illinois    | Barack Obama (D)    | Zrezygnował 16 listopada 2008 by objąć urząd Prezydenta Stanów Zjednoczonych | Roland Burris (D) | 12 stycznia 2009    |

### Izba Reprezentantów
| Stan i numer okręgu | Poprzednik                     | Powód                                                                              | Następca             | Data zaprzysiężenia  |
| ------------------- | ------------------------------ | ---------------------------------------------------------------------------------- | -------------------- | -------------------- |
| Georgia 10          | Charlie Norwood (R)            | Zmarł 13 lutego 2007                                                               | Paul Broun (R)       | 25 lipca 2007        |
| Kalifornia 37       | Juanita Millender-McDonald (D) | Zmarła 22 kwietnia 2007                                                            | Laura Richardson (D) | 4 września 2007      |
| Massachusetts 5     | Marty Meehan (D)               | Zrezygnował 1 lipca 2007 by objąć urząd rektora University of Massachusetts Lowell | Niki Tsongas (D)     | 18 października 2007 |
| Ohio 5              | Paul Gillmor (R)               | Znaleziony martwy 5 września 2007                                                  | Bob Latta (R)        | 13 grudnia 2007      |
| Virginia 1          | Jo Ann Davis (R)               | Zmarła 6 października 2007                                                         | Rob Wittman (R)      | 13 grudnia 2007      |
| Illinois 14         | Dennis Hastert (R)             | Zrezygnował 26 listopada 2007                                                      | Bill Foster (D)      | 11 marca 2008        |
| Indiana 7           | Julia Carson (D)               | Zmarła 15 grudnia 2007                                                             | André Carson (D)     | 13 marca 2008        |
| Mississippi 1       | Roger Wicker (R)               | Zaprzysiężony na Senatora 31 grudnia 2007                                          | Travis Childers (D)  | 20 maja 2008         |
| Louisiana 1         | Bobby Jindal (R)               | Zrezygnował 14 stycznia 2008 by objąć urząd Gubernatora Louisiany                  | Steve Scalise (R)    | 7 maja 2008          |
| Louisiana 6         | Richard Baker (R)              | Zrezygnował 2 lutego 2008                                                          | Don Cazayoux (D)     | 6 maja 2008          |
| Kalifornia 12       | Tom Lantos (D)                 | Zmarł 11 lutego 2008                                                               | Jackie Speier (D)    | 10 kwietnia 2008     |
| Maryland 4          | Albert Wynn (D)                | Zrezygnował 31 maja 2008                                                           | Donna Edwards (D)    | 19 czerwca 2008      |
| Ohio 11             | Stephanie Tubbs Jones (D)      | Zmarła 20 sierpnia 2008                                                            | Marcia Fudge (D)     | 19 listopada 2008    |
| Virginia 11         | Thomas M. Davis (R)            | Zrezygnował 24 listopada 2008                                                      | TBD                  | TBD                  |